# Eccellenza Marche
El campeonato de Eccellenza Marche es el campeonato de 5º nivel de fútbol en la región de las Marcas, Italia. Es organizado por la Lega Nazionale Dilettanti (Liga Nacional Amateur) a través del Comité Regional de las Marcas.

## Sistema de competición
Está compuesto por 16 equipos, el 1º sube directo a la Serie D y el 2º, 3º, 4º y 5º juegan un playoff para determinar la otra plaza a la Serie D.

Del 13º al 16º juegan playoff de descenso a ida y vuelta para ver que equipo baja a la Promozione; descienden los 2 últimos clasificados directamente a la Promozione.

## Campeones
| - 1991-92 Maceratese - 1992-93 Tolentino - 1993-94 Jesina - 1994-95 Sambenedettese - 1995-96 Lucrezia - 1996-97 Urbania - 1997-98 Monturanese - 1998-99 Civitanovese - 1999-00 Real Montecchio - 2000-01 Cagliese |  | - 2001-02 Truentina Castel di Lama - 2002-03 Urbino - 2003-04 Pergolese - 2004-05 Maceratese - 2005-06 Centobuchi - 2006-07 Recanatese - 2007-08 Elpidiense Cascinare - 2008-09 Bikkembergs Fossombrone - 2009-10 Sambenedettese - 2010-11 Ancona |  | - 2011-12 Maceratese - 2012-13 Matelica - 2013-14 Sambenedettese - 2014-15 Folgore Veregra - 2015-16 Civitanovese - 2016-17 Sangiustese - 2017-18 Montegiorgio |

## Equipos 2014-15
| Club                          | Ciudad                        |
| ----------------------------- | ----------------------------- |
| Atlético Alma                 | Fano (PU)                     |
| Atlético Gallo Colbordolo     | Vallefoglia (PU)              |
| Biagio Nazzaro                | Chiaravalle (AN)              |
| Corridonia Calcio             | Corridonia (MC)               |
| Folgore Falerone Montegranaro | Montegranaro (FM)             |
| Forsempronese Calcio          | Fossombrone (PU)              |
| Grottammare Calcio            | Grottammare (AP)              |
| Montegiorgio Calcio           | Montegiorgio (FM)             |
| Monticelli Calcio             | Ascoli Piceno (AP)            |
| Porto d'Ascoli Calcio         | San Benedetto del Tronto (AP) |
| Porto Recanati Calcio         | Porto Recanati (MC)           |
| Tolentino Calcio              | Tolentino (MC)                |
| Trodica Calcio                | Morrovalle (MC)               |
| Urbania Calcio                | Urbania (PU)                  |
| Vigor Senigallia Calcio       | Senigallia (AN)               |
| Vismara Calcio                | Pesaro (PU)                   |

## Otras ligas
- Serie A
- Serie B
- Lega Pro
- Serie D
- Eccellenza
- Promozione
- Prima Categoría
- Seconda Categoría
- Terza Categoría